# CAMS-30
CAMS-30 – francuska szkolna łódź latająca zbudowana w 1923 roku we francuskiej wytwórni Chantiers aéro-maritimes de la Seine (CAMS) w Paryżu.

## Historia
Prototyp łodzi latającej CAMS-30 został opracowany w 1923 roku przez inż. Raffaele Conflenti. Został on oblatany w połowie 1923 roku.
Po przeprowadzeniu w 1924 roku prób w locie łódź latająca CAMS-30 została wprowadzona do produkcji. Wobec jednak braku zainteresowania ze strony lotnictwa francuskiej marynarki wojennej, produkowano je w niewielkich seriach oznaczonych literami od A do E. Samoloty te przeznaczone były na eksport, a litery oznaczały serie dla poszczególnych państw, np. wersja oznaczona CAMS-30A składała się z 7 sztuk i została wyprodukowana dla Jugosławii.
Łącznie zbudowano 31 wodnosamolotów tego typu.

### Użycie w lotnictwie polskim
W 1924 roku ówczesny szef IV Departamentu Żeglugi Powietrznej Ministerstwa Spraw Wojskowych gen. Armand Levécque, złożył zamówienie na 4 łodzie latające CAMS-30, wersja ta została oznaczona jako CAMS-30E. Samoloty te w 1926 roku otrzymał Morski Dywizjon Lotniczy w Pucku. Samoloty te zostały przydzielone do Eskadry Szkolnej i Bliskiego Wywiadu Morskiego Dywizjonu Lotniczego i służyły do szkolenia i treningów pilotów.
W dniu 11 maja 1930 roku jedna z łodzi uległa awarii i wypadkowi, a w 1931 następna. Kolejne dwie łodzie latające CAMS-30E zostały skasowane w 1931 roku.
Z kadłubów tych dwóch ostatnich samolotów wykonano ślizgacz w układzie katamarana, napędzany silnikiem rzędowym Hispano-Suiza o mocy 150 KM (110 kW) z dwułopatowym śmigłem pchającym.

## Opis techniczny
Samolot CAMS-30 był dwumiejscową dwupłatową szkolną łodzią latającą o konstrukcji mieszanej. 
Kadłub łodziowy, płaskodenny z redanem, miał konstrukcję drewnianą i pokrycie w całości sklejką. W przedniej części kadłuba, przed komorą płatów, mieściła się odkryta kabina z dwoma miejscami obok siebie – ucznia z lewej i instruktora z prawej strony. Kabina była wyposażona w zestaw podwójnych urządzeń sterowniczych i podstawowe przyrządy pokładowe. Kabina z przodu osłonięta była wiatrochronem składającym się z dwóch osobnych połówek. Za kabiną do kadłuba przytwierdzony był płat dolny. Pod tym płatem umieszczono dwa pływaki ustateczniające. Do dolnego płata był przytwierdzony za pomocą słupków wykonanych z rur stalowych płat górny. Komorę płatów usztywniono cięgnami stalowymi. Płaty miały konstrukcję dwudźwigarową, drewnianą i były kryte płótnem. Lotki mieściły się na górnym płacie. W środku pod górnym płatem zamocowano na koźle z rur stalowych silnik rzędowy ze śmigłem pchającym. Dwie chłodnice cieczy chłodzącej silnik znajdowały się po obu jego stronach. Zbiornik paliwa o pojemności 140 l umieszczony był w górnym płacie. Na końcu kadłuba przytwierdzone było usterzenie pionowe z podziałem na statecznik i ster kierunku. Do usterzenia pionowego, mniej więcej w połowie jego wysokości, zamocowano usterzenie poziome podparte z obu stron kadłuba zestrzałami. Stateczniki i stery miały konstrukcję drewnianą, krytą płótnem.
Napęd: silnik rzędowy chłodzony cieczą. Śmigło pchające, dwułopatowe lub czterołopatowe, drewniane.